# La cantatrice
La cantatrice (successivamente edito con il titolo La Pelarina) è un intermezzo comico per musica di Carlo Goldoni composto nel 1729, contemporaneamente a Il buon padre (noto anche come Il buon vecchio, andato perduto), per una compagnia di giovani dilettanti di Feltre che aveva necessità di intermezzi da inserire nelle recite senza musica di alcune opere
metastasiane. 
Il testo venne pubblicato nella prima raccolta di libretti goldoniani del 1753 per i tipi di Giovanni Tevernin, col titolo La Pelarina. Nelle Prefazioni, Goldoni spiega il motivo della sua sopravvivenza: Perduto ho poscia intieramente il primo intermezzo Il buon vecchio per la poca cura ch’io avea delle cose mie; ed avrei perduto anche il secondo ma è stato esso da qualchedun conservato e l'ho veduto qualch'anno dopo rappresentare a Venezia col titolo de La Pelarina . Il qualchedun cui fa riferimento Goldoni è il librettista veneziano Antonio Gori, il quale si sarebbe appropriato indebitamente del testo goldoniano.

## Trama
La cantante Pelarina, istigata dalla madre Volpiciona, tenta di spillare denaro al ricco e un po' rozzo Tascadoro.  

## Poetica
Il libretto mostra molte delle caratteristiche tipiche degli intermezzi dell'epoca, a partire dall’onomastica trasparente  (Volpiciona allude alla scaltrezza della madre, Tascadoro alla ricchezza del personaggio maschile e - come scrisse lo stesso autore nei suoi Mémoires - Pelarina significa in veneziano una donna che pela, cioè che pilucca gli amanti) e dall’argomento, impostato sul mondo delle «virtuose» di teatro, in alcuni casi con intenzioni evidentemente parodistiche, come dimostra, nella prima parte, il finto brano serio di Volpiciona Sento che tutto in lagrime.